# Gustave Michel

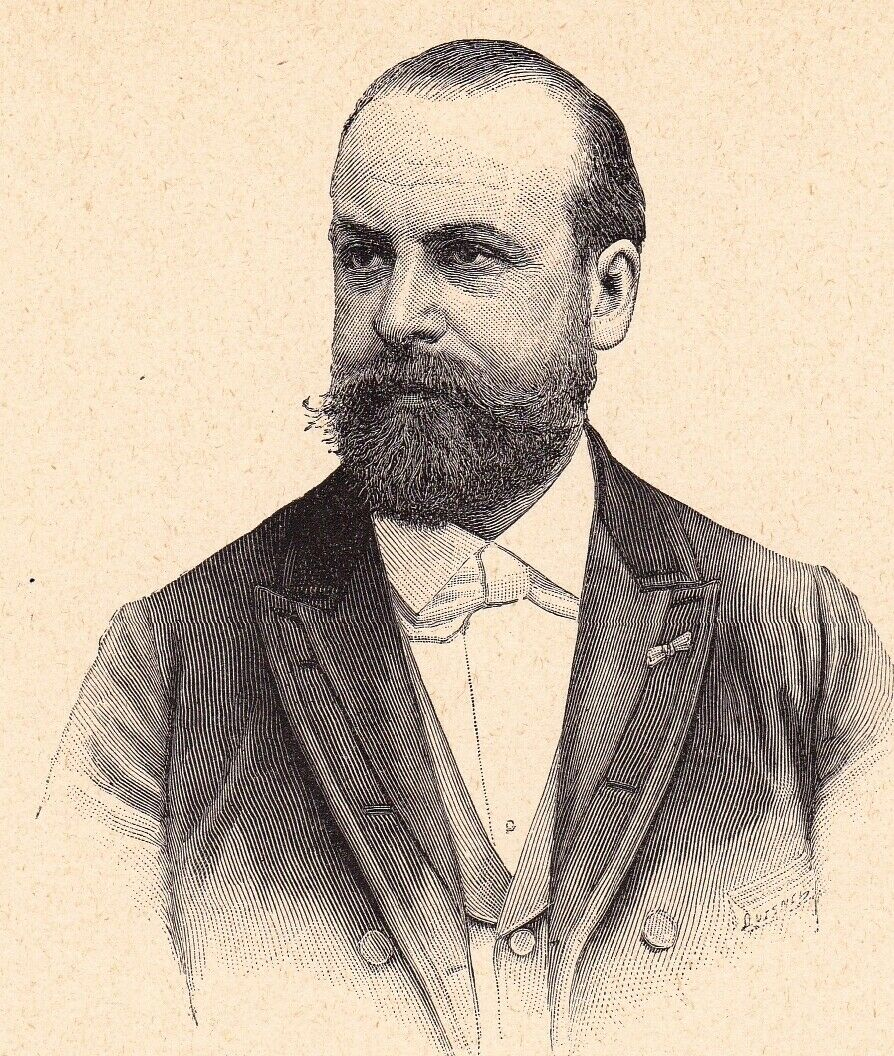
Gustave Michel.

Gustave Frédéric Michel, född 28 september 1851 i Paris, död där 26 mars 1924, var en fransk skulptör.
Michel studerade vid École des beaux-arts. Han utförde en mängd statyer och monumentalverk, däribland Circe (grupp 1886, Square des Batignolles), Freden och Arbetet för konstpalatset vid världsutställningen 1889, Den blinde och den lama (i polykrom sten, 1896, erhöll hedersmedaljen), Det moderna Frankrike och andra figurer på Alexanderbron (1900), Livets kväll (gubbstaty, 1901, Musée Galliéra), Mot ljuset! (staty, 1900, erhöll hedersmedaljen), Hösten (1906, parken i Saint-Cloud), I drömmar (Luxembourgmuseet) och Jules Ferrys monument i Tuileriesträdgården (1910).